# Gerhard Unterluggauer
Gerhard Unterluggauer (* 15. August 1976 in Villach) ist ein ehemaliger österreichischer Eishockeyspieler und derzeitiger -trainer, der zuletzt für den EC VSV in der Österreichischen Eishockeyliga spielte. In der Saison 2018/19 war er Cheftrainer des EC VSV.

## Karriere
Der 1,75 m große Verteidiger begann seine Karriere beim EC VSV, für die er bis 2001 in der Bundesliga spielte, unterbrochen durch zwei Spielzeiten in der WHL, bei den Brandon Wheat Kings, die ihn in der ersten Runde des CHL Import Drafts 1995 gezogen hatten und mit denen er einmal den Meistertitel feiern konnte. Er verließ Villach zur Saison 2001/02 Richtung DEL. Mit den Schwenninger Wild Wings belegte der Linksschütze zwar nur den letzten Platz, durch den Sieg in der Playdown-Serie gegen die Berlin Capitals konnte der Abstieg jedoch abgewendet werden. In den Spielzeiten 2002/03 und 2003/04 stand der Österreicher für die DEG Metro Stars auf dem Eis, von 2004 bis 2009 spielte er beim HC Tiroler Wasserkraft Innsbruck und nahm an den KELLY’S All-Star-Game 2006, 2007 und 2008 teil.
Ab 2009 spielte Unterluggauer erneut bei seinem Heimatverein aus Villach, wo er bis 2015 die Kapitänsrolle innehatte. Nach der Saison 2015/16 erhielt er vom VSV keinen neuen Vertrag mehr.
Bis Mitte Januar 2017 spielte er für UECR Huben in der Kärntner Liga, ehe ihn die Heilbronner Falken als Assistenztrainer in die zweite deutsche Liga holten. Dort übernahm er im Februar nach der Entlassung von Fabian Dahlem dessen Position als Cheftrainer des Vereines.
Für die Saison 2018/19 verpflichtete der Villacher SV ihn als Cheftrainer und sportlichen Leiter. Von 2019 bis 2021 war er bei dem Klub Sportmanager. Im November 2022 übernahm er die U20 der Starbulls Rosenheim aus der Deutschen Nachwuchsliga.

### International
Im Juniorenbereich vertrat Unterluggauer sein Heimatland bei der U18-B-Europameisterschaft 1994 und den U20-B-Weltmeisterschaften 1993, 1994 und 1995.
In der Herren-Nationalmannschaft debütierte er am 11. November 1993 bei der 1:3-Niederlage gegen Italien in Bruneck. Er vertrat Österreich bei den Weltmeisterschaften der Top-Division (bzw. früher A-Gruppe) 1994, 1995, 1998, 1999, 2000, 2001, 2002, 2003, 2004, 2005, 2007, 2009, 2011 und 2013. 1997 stand er bei der B-WM auf dem Eis. Nach der Umstellung auf das heutige Divisionssystem spielte er 2008, 2010 und 2012 in der Division I. Zudem vertrat er seine Farben bei den Olympischen Winterspielen 1998 in Nagano, 2002 in Salt Lake City und 2014 in Sotschi und bei den Qualifikationsturnieren für die Winterspiele 1998, 2002, 2006, 2010 und 2014.
Am 6. April 2013 bestritt er sein 229. Länderspiel und löste damit Martin Ulrich (228) als Rekord-Nationalspieler ab.

## Erfolge und Auszeichnungen
- 1993 Österreichischer Meister mit dem EC VSV
- 1996 President’s Cup der Western Hockey League mit den Brandon Wheat Kings
- 1999 Österreichischer Meister mit dem EC VSV
- 2005 Schnellstes Doppeltor der Ligageschichte mit zwei Treffern in nur sechs Sekunden gegen den EC KAC
- 2006 Teilnehmer am KELLY’S All-Star-Game
- 2007 Teilnehmer am KELLY’S All-Star-Game
- 2008 Teilnehmer am KELLY’S All-Star-Game
- 2014 Kärntner Eishockey Superstar des Jahres
- 2015 Kärntner Eishockey Superstar des Jahres

### International
- 1997 Aufstieg in die A-Gruppe bei der Qualifikationsturnier für die A-Weltmeisterschaft 1998
- 2008 Aufstieg in die Top-Division bei der Weltmeisterschaft der Division I, Gruppe A
- 2010 Aufstieg in die Top-Division bei der Weltmeisterschaft der Division I, Gruppe A
- 2012 Aufstieg in die Top-Division bei der Weltmeisterschaft der Division I, Gruppe A
- Rekordnationalspieler der österreichischen Nationalmannschaft

## Karrierestatistik
(Legende zur Spielerstatistik: Sp oder GP = absolvierte Spiele; T oder G = erzielte Tore; V oder A = erzielte Assists; Pkt oder Pts = erzielte Scorerpunkte; SM oder PIM = erhaltene Strafminuten; +/− = Plus/Minus-Bilanz; PP = erzielte Überzahltore; SH = erzielte Unterzahltore; GW = erzielte Siegtore; 1 Play-downs/Relegation; Kursiv: Statistik nicht vollständig)